# مکس واترز
مکس واترز (انگلیسی: Max Watters؛ زادهٔ ۲۳ مارس ۱۹۹۹) بازیکن فوتبال است.
از باشگاه‌هایی که در آن بازی کرده‌است می‌توان به باشگاه فوتبال اشفورد یونایتد، باشگاه فوتبال گینزبورو ترینیتی، باشگاه فوتبال بارکینگ، باشگاه فوتبال کاردیف سیتی، باشگاه فوتبال مایدستون یونایتد، باشگاه فوتبال دونکستر راورز، باشگاه فوتبال کراولی تاون، باشگاه فوتبال تاروک، و باشگاه فوتبال گرنثم تاون اشاره کرد.